# Kippermünzstätten (Kursachsen)

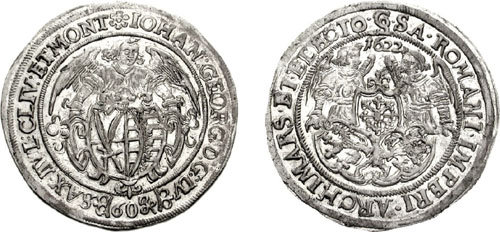
60 Kippergroschen (Kippertaler zu 60 Groschen) von 1622 der Kippermünzstätte Pirna, Mmz. GS (Monogramm)

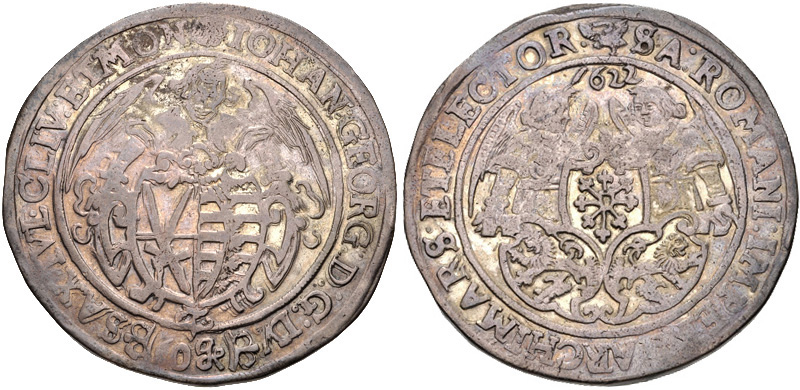
60 Dresdner Kippergroschen (Kippertaler zu 60 Groschen) von 1622, Mmz. auffliegender Schwan

Kursächsische Kippermünzstätten sind Münzstätten im Kurfürstentum Sachsen, in denen während der Kipper- und Wipperzeit von 1620 bis 1623 unter Kurfürst  Johann Georg I. (1611–1656) sogenannte Kippermünzen  geprägt wurden. Kippermünzen sind Interims- oder Usualmünzen, also Münzen mit vorübergehender Gültigkeit. Die zahlreichen Landmünzstätten (Kippermünzstätten) wurden in der Verantwortung des kurfürstlichen Kammerrats Carl Christoph von Brandenstein angelegt und verpachtet.

## Ursachen für die Errichtung der Kippermünzstätten
Die Kipper- und Wipperinflation ist auf große Mängel der Augsburger Reichsmünzordnung von 1559 zurückzuführen. Für die Herstellung des Kleingelds waren der Rückgang der Silberproduktion und die Prägekosten zu wenig berücksichtigt worden. In der Dresdner Münze hatte bereits im Jahr 1606 der Münzmeister Heinrich von Rehnen Kleinmünzen mit Verlust geprägt. Die Folge war Kleingeldmangel, dem man mit der Prägung geringhaltiger Kleinmünzen abzuhelfen versuchte. Dadurch kam es zum stetigen Anstieg des Talerwertes. Als 1618 der Dreißigjährige Krieg ausbrach, steigerte sich der Wert des Reichstalers erheblich. In Sachsen, aber auch in anderen Teilen des römisch-deutschen Reiches, ging man schließlich dazu über, Landmünzen (Interims- oder Usualmünzen) zu prägen. Diese Münzen entsprachen nicht der Reichsmünzordnung und galten nur im eigenen Land. Eine sich entwickelnde schrankenlose Willkür bei der Ausbringung des unterwertigen Gelds ließ den Wert des Reichstalers  schließlich von ursprünglich 24 Groschen auf 300 Groschen (Juni 1622) ansteigen, das sind 1250 % vom ursprünglichen Wert!

## Errichtung und Betrieb

### Brandenstein als Generaldirektor der Pachtmünzstätten

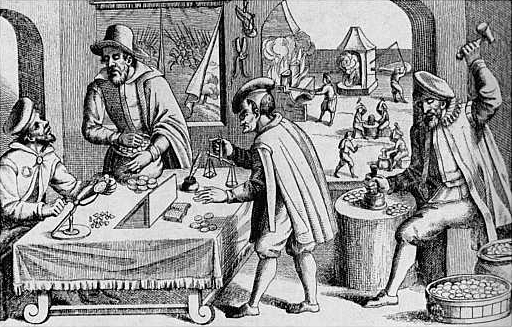
Geldverfälschung in einer Kippermünzstätte

Carl Christoph von Brandenstein, „welchem wir das Münzwesen ohne das anbefohlen …“, so Johann Georg I. in einem Schreiben vom 17. April 1621, hatte die Prägung der Interimsmünzen in Sachsen zu verantworten. Obwohl reichhaltiges Aktenmaterial der Kipper- und Wipperzeit vorhanden ist, lässt sich über das Wirken Brandensteins nur wenig ermitteln. Wahrscheinlich sind allzu aufschlussreiche Akten beseitigt worden. Brandenstein suggerierte dem Kurfürsten, dass die sächsische Staatsmünze in Dresden das Land nicht ausreichend mit Münzen versorgen könne. In seiner Verantwortung wurden in Kursachsen neben der Münzstätte Dresden ab 1621 „im Lande hier und dar zerstreut, neue Landmünzstätte angeleget, welche aber nur solange umgingen, als die Interimsmünze dauerte.“ Die neuen Münzstätten verpachtete Brandenstein für einen festgelegten Schlagschatz, der an die kurfürstlichen Kassen zu zahlen war.

### Beispiel der Schlechtmünzung
„Wie weit die Erlaubniß zur Schlechtmünzung in dieser Zeit ging, möge man aus folgendem in Praun’s teutschem Münzwesen mitgeteilten Beispiele abnehmen: Dem Pächter einer in der Chursächsischen Stadt Hayn angelegten Münzstätte, Marcus Brun, ward in dem, unterm 12. Mai 1621 mit ihm, durch den damaligen General-Direktor dieser und übriger Pachtmünzen, Carl Christoph von Brandenstein, eingegangenen Contract, vorgeschrieben und nachgelassen: Er sollte prägen gute tüchtige Münze, an Groschen, einfachen und doppelten Schreckenbergern, dem Halt und Würden nach die (rohe) Mark Groschen auf 4 Loth [= 250 ‰ Feingehalt] und auf 250 stückeln […] – die Schreckenberger aber auf 4 Loth 14 Grän [= 300 ‰ Feingehalt], die einfachen auf 70, die gedoppelten auf 35 stückeln, fertigen und prägen. Für diese Erlaubniß sollte der Münzpächter dem Churfürsten 300 Gulden wöchentlich, an guten, von ihm selbst geprägter Münze, zum Schlagschatze bezahlen. Sämmtliche Münzpächter, die kurze Dauer ihres Pachtes voraussehend, beeilten sich die größtmöglichen Vortheile aufs schleunigste zu erlangen, ohne daß sie sich auch nur entfernt um Schrot und Korn ihrer Münzen bekümmerten.“

#### Kippen und wippen
August Flor erklärt in seinem Werk Münzzustände auch die Begriffe „kippen“ und „wippen“ und zitiert dafür Christian Meltzers Schneeberger Chronik (S. 964). – Danach sind kippen und wippen niedersächsische Wörter und bedeuten auswägen, auswechseln. Die Kipper und Wipper sonderten vermittelst einer Schnellwaage die schweren von den leichten Geldstücken. Was niederkippte, behielten sie und wechselten sie ein um ein geringes Aufgeld.

### Erklärung der Gebrüder Erbstein zu den Pachtmünzstätten
„[…] das Uebel [war] noch dadurch vermehrt worden, dass diese geringhaltigen Sorten, […], bald nicht mehr blos in Dresden, sondern auch in anderen Orten des Landes geschlagen und dass die zu diesem Zwecke errichteten zahlreichen Münzstätten auf den unglücklichen Rath des Schöpfers, des dem Münzwesen in Kursachsen damals vorstehenden Berg- und Kammerrathes Christoph Karl von Brandenstein, Pächtern überlassen worden waren […]. Die durch diese Münzstätten, in welchen alles nur zu erlangende Silber und Kupfer vermünzt und aus schlechtem Gelde noch schlechteres gemacht wurde, […] herbeigeführte […] trostlose Lage der Bevölkerung, führte anfangs zu bitteren Klagen, später zu Aufläufen und Angriffen auf Gut und Leben der ungerechten Münzer, der sogenannten Kipper und Wipper.“

### Aus der Sangerhäuser Chronik
In den Pachtmünzstätten wurde zur Geldverfälschung hauptsächlich Kupfer benötigt. Darüber berichtet auch die Sangerhäuser Chronik, die Walter Haupt wie folgt zitierte:

„Die Sangerhäuser Chronik schreibt darüber: In gegenwärtiger Zeit wurden die Blasen, Kessel, Röhren, Rinnen und was von Kupfer war, ausgehoben, in die Münze getragen und zu Gelde gemacht. Durfte ein ehrlicher Mann sich nicht mehr trauen, jemanden zu beherbergen, er mußte Sorge haben, der Gast breche ihm des Nachts die Ofenblasen aus und liefe davon. Wo eine Kirche ein alt küpfern Taufbecken hat, das mußte fort, der Münze zu und half ihm keine Heiligkeit, verkaufte es […].“

### Staatliche Verfälschungen

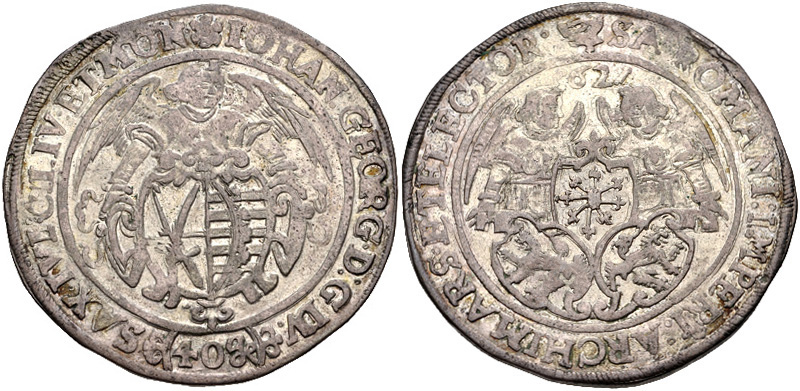
40 Dresdner Kippergroschen (Kippertaler zu 40 Groschen) von 1621, Mmz. auffliegender Schwan, Münzmeister Heinrich von Rehnen

Der Dresdner Münzmeister Heinrich von Rehnen weigerte sich anfangs, verfälschte Münzen auszubringen und gab dafür sein Münzmeisterzeichen nicht eher her, als bis er aus seiner, dem Obersächsischen Kreis abgelegten Dienstpflicht entbunden war. Sein Münzmeisterzeichen „Schwan“ änderte er in „auffliegenden Schwan“.
Das neue Geld versuchte man beliebt zu machen, indem man das Münzbild der seinerzeit besonders hoch angesehenen Schreckenberger oder Engelsgroschen aufprägte und sie auch dementsprechend bezeichnete. Johann Georg I. ließ in Dresden in den Jahren 1621/1622 außer Kippermünzen jedoch auch in geringem Umfang vollhaltige Talermünzen nach dem Reichsmünzfuß prägen.
Die kleinsten Münzen waren einseitig geprägte Kupferpfennige aus dem Kupferhammer Grünthal, der als Filiale der Dresdner Münze eingerichtet wurde und nicht wie die anderen Kippermünzstätten selbständig arbeitete, sondern dem Dresdner Münzmeister unterstellt war.

## Schließung der Pachtmünzstätten
In Anbetracht der Situation und zur Verhinderung weiterer „Aufläufe und Angriffe auf Gut und Leben“ berief der Kurfürst „die Städte des engeren Ausschusses“ nach Leipzig. Dort wurde am 11. Januar 1622 beschlossen, dass „zur Abstellung der Geld-Kipp- und Wipperey“ die Pachtmünzstätten geschlossen und die darin geschlagenen Sorten eingezogen werden. Es sollten nur noch die von der Bevölkerung bevorzugten Dresdner Münzen mit dem Rehnschen Münzmeisterzeichen geduldet werden.
Die Kippermünzen aus Pachtmünzstätten mit der Jahreszahl 1622 belegen allerdings, dass trotz des Beschlusses vom 11. Januar 1622 vereinzelt noch kurzzeitig weitergeprägt wurde. In Leipzig wurde die Münzprägung Ende 1622, spätestens Anfang 1623 eingestellt. Die Annaberger Kippermünzstätte war wie die Dresdner staatlich. Dort wurden noch 1623 Kippermünzen geprägt.

## Schließung der kurfürstlichen Münzstätten
Das Ende der Prägung von Interimsmünzen verbunden mit der Rückkehr zur Münzprägung nach der Reichsmünzordnung erfolgte nicht von Reichs wegen, sondern durch die einzelnen Länder zu unterschiedlichen Terminen.
In einer Anfang 1623 nach Torgau einberufenen und am 18. Februar 1623 erfolgten Hauptversammlung der Landschaften wurde die schleunigste Wiederherstellung des Reichsmünzfußes verlangt. Andere Fürsten waren bereits damit ab 1621 und 1622 vorangegangen.
Da im Handel die Interimsmünzen laufend abgewertet wurden, war der Kurfürst genötigt, auch seinerseits Herabsetzungen zu veranlassen und schließlich die Prägung der Kippermünzen einzustellen und nach der Reichsmünzordnung, die nie ihre Gültigkeit verloren hatte, wieder prägen zu lassen.  Die völlige Zerrüttung des Finanzwesens zwang den sächsischen Staat zu geordneten Verhältnissen zurückzukehren.
Mit dem Münzedikt Johann Georgs I. vom 31. Juli 1623 erfolgte die volle Rückkehr zu den Bestimmungen der Reichsmünzordnung von 1559, der Kurfürst August 1571 beigetreten war. Seit 1623 ließ der Kurfürst wieder lediglich in Dresden prägen. Der Reichstaler wurde wieder auf 24 Groschen festgesetzt, die nun als Gute Groschen bezeichnet wurden. Kursachsen gehörte zu den Staaten, die am längsten Kippermünzen prägen ließen.
Die Folgen der Geldverfälschung in der Kipper- und Wipperzeit waren für Land und Volk verheerend. Die Zeitgenossen schrieben, „das schlimme Geld (aus den Kippermünzstätten) habe mehr Schaden angerichtet, als wenn ein Heer von 30.000 Mann Kriegsvölkern das Reich ausgeplündert hätte.“

### Rückzahlung von Schulden
Mit Edikt vom 31. Juli 1623 wurde in Sachsen auch die Rückzahlung von Schulden geregelt, die mit Interimsgeld aus den Kippermünzstätten aufgenommen worden waren. Sofern „die Verschreibungen nur auf Gülden oder Zählthaler insgemein lauteten“ waren die Schulden „in der guten neuen Münze zu verzinsen und zurückzuzahlen“. Der innere Wert des geliehenen Talers blieb dabei unbeachtet. Erst 1656 hob der Kurfürst das Edikt von 1623 auf.

## Die Orte der Kippermünzstätten in Kursachsen
(nach Walther Haupt)
Nicht alle Orte, in denen Kippermünzen geprägt worden, sind bekannt geworden. Es gibt auch Münzzeichen auf Kippermünzen, die nicht sicher oder überhaupt nicht gedeutet sind.
| Ort                  | Prägezeit   | Münzmeister                                                     | Münzzeichen                                                                         | Bemerkung                                                                                        |
| -------------------- | ----------- | --------------------------------------------------------------- | ----------------------------------------------------------------------------------- | ------------------------------------------------------------------------------------------------ |
| Annaberg             | 1621–1623   | Michael Rothe                                                   | Eichel am Zweig                                                                     | siehe Münzstätte Annaberg, Kipper- und Wipperzeit                                                |
| Bitterfeld           | 1621        | Barthel Eckardt                                                 | Eichel ohne Zweig                                                                   |                                                                                                  |
| Chemnitz (Kempnitz)  | 1621–1622   | Christoph Stundheim                                             | K                                                                                   |                                                                                                  |
| Dresden              | 1620–1623   | Heinrich von Rehnen                                             | Schwan, auffliegender Schwan                                                        | siehe Münzstätte Dresden, Kipper- und Wipperzeit                                                 |
| Eckartsberga         | 1621        | Christian Gerlach, Bernd Hillard                                | E B                                                                                 |                                                                                                  |
| Ehrenfriedersdorf    | 1622        |                                                                 | Ring mit Stein                                                                      |                                                                                                  |
| Eilenburg            | 1621–1622   |                                                                 | E                                                                                   |                                                                                                  |
| Görlitz              | 1622–1623   |                                                                 |                                                                                     | Städtisches Notgeld                                                                              |
| Gommern              | 1621–(1622) | Paul Lieber Paus                                                | Sechsstrahliger Stern                                                               |                                                                                                  |
| Großenhain (Hain)    | 1621        | Marcus Brun                                                     | MB, HAIN, Stachelrose dreiteilig                                                    | Umschrift HAIN (Hayn)                                                                            |
| Grünthal             | 1621–1623   | August Rothe                                                    |                                                                                     | siehe Münzstätte Grünthal, Kipper- und Wipperzeit                                                |
| Kamenz               | 1622        |                                                                 |                                                                                     | Städtisches Notgeld                                                                              |
| Langensalza          | 1621        | Andreas Becker                                                  | Drei Türme                                                                          | siehe Münzstätte Langensalza, Kipper- und Wipperzeit                                             |
| Leipzig              | 1621–1622   | Reinhard Jäger, Erich Jäger                                     | Jagdhorn zwischen Hirschgeweih, Monogramm SL ist Münzzeichen der Münzstätte Leipzig | siehe Münzstätte Leipzig, Von der Kipper- und Wipperzeit bis zur Einführung des Konventionsfußes |
| Liebenwerda          | 1621        | Jobst Wenighausen                                               | L, LW                                                                               |                                                                                                  |
| Lützen               | 1621        | Wilhelm Quendel (?)                                             | Kreuz aus vier L                                                                    |                                                                                                  |
| Merseburg            | 1621–1622   | Georg Sömmerling                                                | Hahn, Patriarchenkreuz, MB                                                          |                                                                                                  |
| Mittweida            | 1621(–1622) |                                                                 | MZ (?)                                                                              | Städtisches Notgeld aus Blei                                                                     |
| Naumburg             | 1621–1622   | Georg Oppermann, Kurt Marquart, Sebastian Härtel, Friedrich Ulm | N (Münzzeichen 1621), Herz, Punktstern, Hufeisen                                    |                                                                                                  |
| Neustadt an der Orla | 1621–1622   | Hans Treuttner, Christoph Kraft (1622)                          | N, Hausmarke, HT                                                                    | siehe Münzstätte Neustadt an der Orla                                                            |
| Pirna                | 1621–1622   | Georg Stange                                                    | Monogramm GS, Birne am Zweig                                                        |                                                                                                  |
| Sangerhausen         | 1621        | Friedrich Ulm                                                   | S                                                                                   | siehe Münzstätte Sangerhausen, Kipper- und Wipperzeit                                            |
| Schkeuditz           | 1621–1622   | Heinrich Ulm                                                    | Monogramm HS                                                                        |                                                                                                  |
| Schleusingen         | 1621–1622   | Barthel Eisendraht                                              | S (Erbstein S. 142)                                                                 | für Henneberg (Umschrift Moneta Hennebergica)                                                    |
| Taucha               | 1621        | Matthias von Neuß, David Wölke                                  | T                                                                                   | Taucha bei Leipzig                                                                               |
| Tennstedt            | 1621        |                                                                 | Tanne                                                                               |                                                                                                  |
| Weida                | 1621–1622   | Christoph Sundtheim                                             | W                                                                                   |                                                                                                  |
| Zwickau              | 1621–1622   | Adam Prellhoff                                                  | Anker, drei Schwäne                                                                 | siehe Münzstätte Zwickau, Kipper- und Wipperzeit                                                 |

Außer den üblichen Geprägen der Kippermünzstätten, das sind Groschenstücke, Kippertaler, Kreuzerstücke, Schreckenberger und Pfennigstücke, kommen auch sehr seltene Zwittermünzen, Silberabschläge und Klippen unter den kursächsischen Kippermünzen vor.